# Hujum

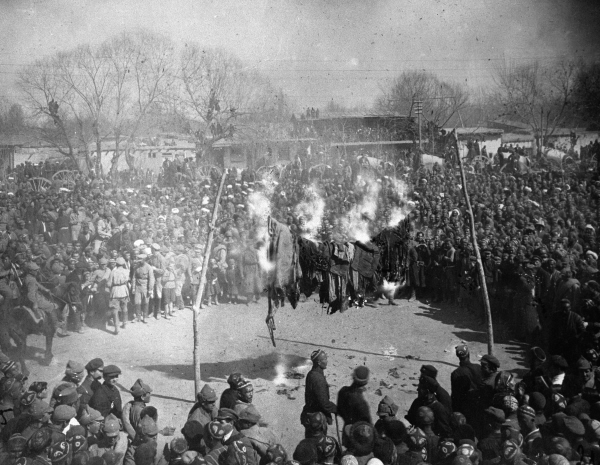
Una cerimonia di bruciatura del velo ad Andijan, RSS Uzbeka, in occasione della Giornata internazionale della donna del 1927.

Il nome Hujum (in russo Худжум?, Chudžum; in arabo هجوم‎?; significato nelle lingue turche: offesa) si riferisce ad una serie di politiche e azioni intraprese in Unione Sovietica dal Partito comunista di tutta l'Unione (bolscevico), durante il governo di Iosif Stalin, per rimuovere tutte le manifestazioni di disuguaglianza di genere, in particolare quelle presenti nei sistemi sociali dell'Asia centrale. Lo scopo della campagna era cambiare rapidamente la vita delle donne nelle società musulmane in modo che potessero partecipare alla vita pubblica, al lavoro retribuito, all'istruzione e, in ultima analisi, all'appartenenza al Partito Comunista. Fu originariamente concepito per far rispettare le leggi che garantivano la parità di genere nelle società patriarcali creando programmi di alfabetizzazione e favorendo l'inserimento delle donne nel lavoro. Eliminando i mezzi di oppressione e annunciando la liberazione delle donne, il Partito Comunista pensava di poter aprire la strada alla costruzione del socialismo.
Il programma fu avviato in occasione della festa della donna, l'8 marzo 1927, e rappresentò un cambiamento rispetto alla politica bolscevica di libertà religiosa per i musulmani nell'Asia centrale. Contrariamente al suo scopo, l'hujum era visto da molti musulmani come un tentativo da parte degli stranieri, ovvero i Russi, di imporre la loro cultura alla popolazione indigena di Tagiki, Tatari e Uzbeki. Il velo divenne inavvertitamente un indicatore di identità culturale, indossarlo era un atto di sfida religiosa e politica e una forma di sostegno al nazionalismo etnico. Tuttavia, nel tempo la campagna fu un successo: i tassi di alfabetizzazione femminile aumentarono, mentre diminuirono la poligamia, i delitti d'onore, i matrimoni con minorenni e l'uso del velo.

## Periodo pre-URSS

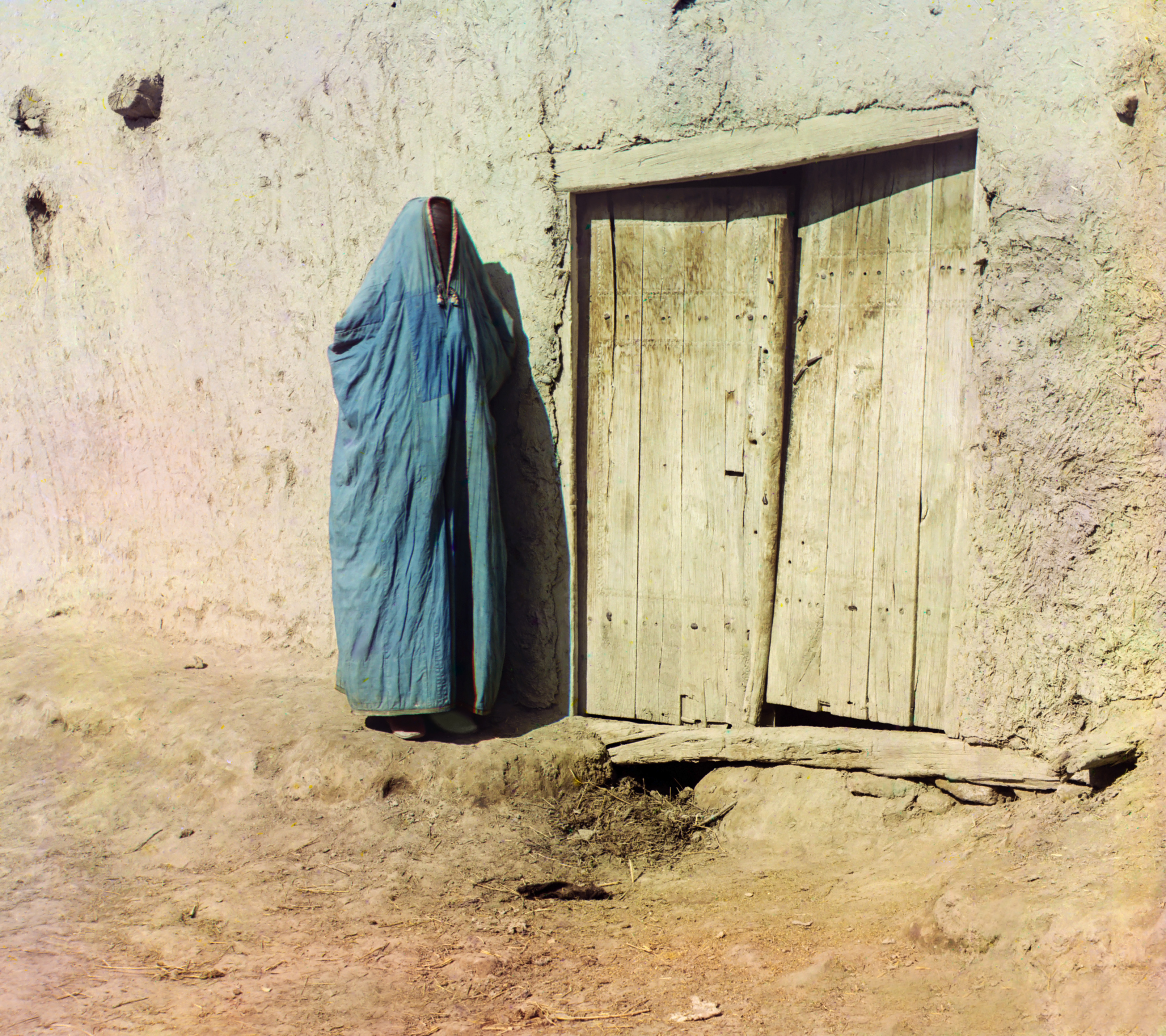
Donna sart con paranji, Samarcanda, RSS Uzbeka, 1905-1915.

Il velo in Asia centrale era strettamente correlato alla classe, all'etnia e alla pratica religiosa. Prima del regime sovietico, le donne nomadi kazake, kirghise e turkmene usavano lo yashmak, un velo che copriva solo la bocca. Veniva indossato in presenza di anziani ma il suo impiego era per lo più un'usanza tribale piuttosto che islamica.
I Tatari che emigravano dalla Russia erano senza velo. Sebbene musulmani, erano stati sotto il dominio russo dal XVII secolo e in molti modi erano europeizzati. Solo gli uzbeki e i tagiki residenti avevano rigide pratiche di velatura, risalenti presumibilmente al regno di Tamerlano (XIV-XV secolo). Anche in questa popolazione, il velo dipendeva dalla classe sociale e dall'ubicazione: le donne urbane utilizzavano il čačvan (velo per il viso) e il paranji (velo per il corpo), anche se il loro costo impediva alle donne più povere di usarlo. Le uzbeke rurali indossavano il čopan, una lunga veste che poteva essere tirata su per coprire la bocca in presenza di uomini.
La cultura e la religione nell'Asia centrale pre-sovietica promuovevano l'isolamento femminile. I costumi culturali condannavano fermamente lo svelamento poiché si pensava portasse al sesso prematrimoniale o all'adulterio, una profonda minaccia alle concezioni centro-asiatiche dell'onore familiare. Molti mullah preferivano anche il velo islamico integrale e protestavano con forza contro ogni tentativo di modifica. L'isolamento femminile nelle case veniva incoraggiato per gli stessi motivi, sebbene quello domestico fosse molto più opprimente. Esistevano quartieri femminili separati da quelli maschili e una donna non poteva stare nella stessa stanza assieme a degli uomini di una famiglia diversa. Le donne provenienti dalle famiglie ricche erano le più isolate perché potevano permettersi di costruire numerose stanze e assumere servitori, eliminando la necessità di lasciare la casa. La società tradizionale stabile incoraggiava l'isolamento come un modo per proteggere l'onore della famiglia, come religiosamente necessario, e come un modo per affermare la superiorità maschile sulle donne.

### Jadidi

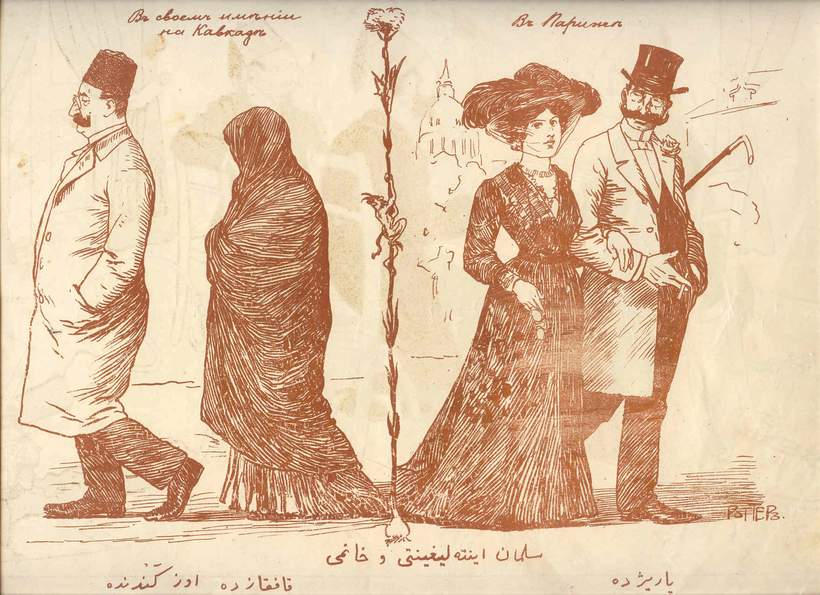
Caricatura sulla relazione coniugale islamica dalla rivista azera Molla Nasraddin: a destra una nobile coppia azera a Parigi, a sinistra la stessa nella loro tenuta nel Caucaso.

Contro le pratiche tradizionali vi erano i jadid, l’élite dell'Asia centrale il cui sostegno all'istruzione delle donne avrebbe aiutato a spronare l'era sovietica a eliminare i veli. I jadidi provenivano principalmente dai ranghi superiori degli uzbeki stanziali, la classe in cui il velo e l'isolamento erano più diffusi. Pochissimi erano interessati a vietare il velo. Tuttavia, il nazionalismo jadidista promuoveva l'istruzione per le donne, credendo che solo le donne istruite fossero in grado di crescere figli forti. Le parenti dei jadidi ricevevano una buona istruzione e avrebbero continuato a formare il nucleo del femminismo sovietico. La natura elitaria del movimento, tuttavia, limitava l'iniziativa educativa alla classe superiore. Nonostante la portata limitata e gli obiettivi modesti, i mullah criticarono duramente i jadidi e credevano che l'istruzione avrebbe portato allo svelamento e alla conseguente immoralità, un'opinione condivisa dalla maggior parte dei non jadidi. I jadidi prepararono il terreno per i diritti delle donne nel periodo sovietica, ma ottennero pochi risultati al di fuori della loro cerchia.

### Governo zarista
A partire dal 1860, la conquista zarista dell'Asia centrale fece aumentare il numero di coloro che indossavano il velo e aumentandone lo status. L'Impero russo governava l'Asia centrale come un'unica entità, il Turkestan, sebbene alcune zone mantenessero una propria autonomia. Il governo zarista, pur criticando il velo, preservò le leggi separate per Russi e asiatici centrali al fine di facilitare la creazione di un impero pacifico e finanziariamente redditizio. Le leggi separate consentivano la prostituzione nelle zone russe, incoraggiando l'uso del velo come un modo sicuro per le donne dell'Asia centrale di preservare il loro onore. La conquista russa portò anche ricchezza e, successivamente, maggiore partecipazione allo Hajj. La partecipazione allo Hajj provocò un aumento dell'osservanza religiosa e delle manifestazioni pubbliche di pietà attraverso il velo. Il controllo zarista quindi serviva principalmente ad aumentare indirettamente l'uso del velo.
Il controllo russo cambiò l'atteggiamento dell'Asia centrale verso il velo incoraggiando l'immigrazione tartara. I tartari avevano trascorso secoli sotto il dominio russo e avevano adottato molte usanze europee, inclusa la rinuncia al velo. In quanto musulmani di lingua turca, avevano anche un legame unico con la vita dell'Asia centrale. Di fronte a questa sintesi di pratica islamica e occidentale, le donne dell'Asia centrale hanno iniziato a mettere in discussione il velo, se non ad attaccare direttamente l'usanza. Aprendo la società dell'Asia centrale all'immigrazione tartara, i Russi permisero la diffusione di idee in conflitto con i costumi tradizionali dell'Asia centrale.

## Prime politiche sovietiche

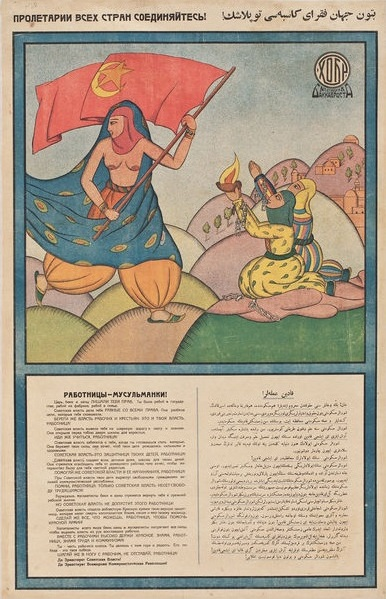
"Donne musulmane! Gli Zar, i bey e i khan vi hanno tolto i diritti!...", manifesto bolscevico del 1921 in russo e arabo.

Sebbene la rivoluzione d'ottobre promise di ridefinire il ruolo di genere, il nuovo governo comunista fece poco per alterare lo status delle donne in Asia centrale. Dal 1918 al 1922 l'Armata rossa combatté contro i Khanati, i ribelli basmachi e i Bianchi. Durante questo periodo il Turkestan zarista fu ribattezzato nella Repubblica Socialista Sovietica Autonoma del Turkestan. Il controllo centrale era ancora debole e i jadidi, agendo sotto la bandiera comunista, fornirono la classe dirigente e amministrativa. Legiferarono contro la poligamia, la sharia e la vendita della sposa, ma la questione del velo rimase irrisolta. Mosca non insistette sul caso poiché ritenne prioritaria la ricostruzione dell'economia dell'Asia centrale devastata dalla guerra civile rispetto all'alterazione delle norme culturali locali. In precedenza, le politiche pro-nazionalità sovietiche incoraggiavano l'uso del velo come segno della differenza etnica tra Turkmeni e Uzbeki.
Ciò vide anche la spaccatura tra i mullah riguardo ai diritti delle donne. Molti continuarono a denunciare le decisioni del governo sovietico, mentre altri videro il riconoscimento dei diritti delle donne come necessari per rimanere rilevanti. Mentre i Sovietici erano interessati ai diritti delle donne, l'instabilità locale impedì l'implementazione di politiche e riforme audaci.
Nel 1924 iniziò una campagna limitata contro il velo. In conformità con la politica sovietica delle nazionalità, la RSSA del Turkestan fu divisa in cinque repubbliche sovietiche: Kazakistan, Uzbekistan, Turkmenistan, Kirghizistan e Tagikistan. I Sovietici colsero l'occasione per epurare i jadidi dal governo. Il dominio sovietico incoraggiò la fondazione della divisione anti-velatura nel Dipartimento per il lavoro fra le donne (in russo Отдел по работе среди женщин?, Otdel po rabote sredi ženščin), noto anche come Ženotdel (in russo Женотдел?). Poche donne sposate dell'ex Turkestan si unirono alla divisione poiché la loro comunità condannava fermamente lo svelamento. Di conseguenza, i suoi membri erano solitamente donne o vedove istruite dai jadidi.
Il governo, tramite lo Ženotdel, incoraggiò lo svelamento attraverso iniziative individuali e non con pratiche pubbliche e di massa. Storie scritte da autori attivisti incoraggiarono lo svelamento e sottolinearono che le donne non erano state moralmente degradate dalla decisione di togliersi il velo. Queste storie miravano alle vedove e alle donne povere, poiché avevano meno da perdere svelandosi. Nonostante i tentativi della Divisione, poche donne scelsero di svelarsi. Le poche a farlo di solito avevano famiglie jadide o comuniste. Mentre alcune donne si toglievano il velo durante i viaggi in Russia, molte lo re-indossavano al ritorno in Asia centrale.
Tuttavia, il čačvan e il paranji richiamarono l'attenzione sulle disparità tra il potere maschile e quello femminile. Rispetto al čačvan e al paranji, lo yashmak delle donne nomadi si usava relativamente poco ed era applicato solo in presenza di anziani. Le autorità sovietiche lo presero come prova della libertà delle donne e lodarono le norme di genere dei nomadi. I diritti delle donne, tuttavia, erano ancora limitati nella cultura nomade: non avevano diritto al divorzio, avevano meno diritti di eredità ed erano generalmente sotto l'influenza delle decisioni maschili. Mentre lo Ženotdel cercò di usare lo yashmak come un appello a favore dei diritti delle donne, il suo scarso fascino simbolico rispetto al čačvan ostacolò il cambiamento. Il governo post-jadida, più esplicitamente comunista, incoraggiò l'attivismo delle donne ma alla fine non rivelò abbastanza forte da attuare un cambiamento diffuso, sia nelle comunità stanziali che nomadi.
Verso la metà degli anni venti nacque in Uzbekistan e Tagikistan il movimento femminile per la rimozione del velo intitolato a Tojikhon Shodieva, importante attivista uzbeka per la liberazione delle donne e tra le prime a togliersi pubblicamente il paranji.

## Hujum
L'hujum faceva parte di un obiettivo più ampio di creare una popolazione sovietica coesa nella quale tutti i cittadini avrebbero ricevuto la stessa istruzione, accettato la stessa ideologia e si sarebbero identificati con lo Stato sovietico.
Lo Ženotdel, composto principalmente da donne provenienti dalla RSFS Russa e da altre aree slave, sosteneva che una tale campagna sarebbe stata accolta e adottata dalle donne musulmane dell'Asia centrale. Il gesto di gettare via il velo in pubblico, un atto individuale di emancipazione, corrispondesse ad un slancio verso l'alto nella coscienza politica delle donne e ad una completa trasformazione nella loro visione culturale. Il peso della campagna cadde sulle spalle delle donne slave dello Ženotdel che desideravano completare la campagna entro sei mesi e in tempo per il decimo anniversario della rivoluzione bolscevica nell'ottobre 1927.
La campagna hujum fu lanciata ufficialmente nella RSS Uzbeka in occasione della Giornata internazionale della donna. Lo slogan associato alla campagna era "All'attacco!" (in russo К наступлению!?, K nastupleniju!). Oltre allo svelamento, lo Ženotdel favorì ulteriori istituzioni per la liberazione delle donne, che includevano la costruzione di club femminili, il rifornimento di negozi per sole donne e la lotta contro l'analfabetismo femminile.

### In Uzbekistan
Per sradicare l'uso del paranji, le lavoratrici dello Ženotdel si dedicarono all'organizzazione di manifestazioni pubbliche su larga scala, dove con discorsi accessi e racconti ispirati fecero appello alla liberazione delle donne. Se tutto fosse andato come previsto, le donne uzbeke avrebbero abbandonato in massa i loro paranji.
Spesso gli sforzi per trasformare le donne erano programmati per seguire o addirittura accompagnare la collettivizzazione nella maggior parte delle regioni. Allineando la collettivizzazione con l'hujum, i Sovietici pensavano di poter controllare o influenzare più facilmente lo stile di vita degli Uzbeki. Nelle fasi iniziali l'hujum non era applicato universalmente ma soltanto ai membri del Partito Comunista Sovietico ed Uzbeko e delle loro famiglie. Secondo la leadership, solo dimostrando il cambiamento in queste famiglie tale pratica si sarebbe poi diffusa tra la popolazione per emulazione.

### Reazioni
In generale, l'hujum incontrò una forte resistenza da parte della popolazione uzbeka. Gli Uzbeki esterni al Partito ignorarono le nuove leggi o le sovvertirono pacificamente.
Alcuni accolsero con favore la campagna, subendo spesso insulti, minacce di violenza e altre forme di molestie che resero la loro vita difficile. Così molti uomini e donne simpatizzanti dell'hujum mantennero un profilo basso o rinunciarono alla campagna. Coloro che vi parteciparono apertamente furono spesso ostracizzati, attaccati o addirittura uccisi per la loro incapacità di difendere la tradizione e la legge musulmana.
L'attacco sovietico al velo e all'isolamento delle donne mise gli attivisti del Partito in uno scontro diretto con il clero islamico, oppostosi con veemenza alla campagna e alcuni suoi membri arrivarono anche a sostenere minacce e attacchi alle donne senza velo.
Ogni attacco al velo fomentò ulteriormente la resistenza attraverso la proliferazione dell'uso del velo tra le Uzbeke. Nonostante gli attacchi alle pratiche culturali come l'isolamento femminile e l'uso del paranji, queste emersero come ancora profondamente radicate nella cultura e nella società uzbeka.
Nella società della RSS Uzbeka, gli uomini facevano spesso di tutto per impedire alle loro mogli di partecipare alle riunioni e alle manifestazioni sovietiche. Per paura delle opinioni pubbliche e del giudizio spietato della loro mahallah, molte donne decisero di non togliersi il velo. Se le donne resistevano alla pressione dello Stato, si adeguavano invece alla pressione sociale, o viceversa. Le donne spesso si schieravano con i loro mariti, seguendo le loro istruzioni e reagendo contro l'hujum.
Il femminicidio venne usato come deterrente per terrorizzare le donne affinché si rimettessero il velo. Servì anche a ricordare alle donne il loro posto nella gerarchia sociale uzbeka. Questi femminicidi erano premeditati per dimostrare che la comunità locale aveva più autorità sulle azioni delle donne rispetto allo Stato. Tra le vittime di femminicidi vi furono Nurkhon Yuldashkhojayeva e Tursunoy Saidazimova.
Una campagna contro il velo venne condotta anche nella RSS dell'Azerbaigian a maggioranza sciita, con il supporto della campagna di sensibilizzazione da parte del club centrale femminile Ali Bajmarov di Baku. La campagna fu commemorata nel 1960 con la Statua di una donna liberata (in azero Azad qadın heykəli) eretta a Baku e realizzata dallo scultore Fuad Abdurahmanov e dall'architetto Mikael Usejnov.

## Risultati
Alla fine del primo anno, il successo sovietico era quanto meno ambiguo. Non era stato fatto molto per abolire il velo e maggior parte delle donne che inizialmente avevano tolto il velo l'avevano poi rimesso. La shari'a islamica oscurò e minò il potere delle leggi sovietiche.
Ci fu un acceso dibattito sull'idea di rendere illegale il velo, ma alla fine la proposta venne abbandonata. Si credeva che la legge sovietica non potesse avanzare senza il sostegno delle popolazioni locali. Tuttavia, con la proliferazione di femminicidi legati allo svelamento, nel 1928 e nel 1929 furono introdotte nuove leggi per la sicurezza personale delle donne. Queste leggi, che consideravano gli attacchi allo svelamento come "controrivoluzionari" e come "atti terroristici" da punire con la pena di morte, furono studiate per aiutare le autorità locali a difendere le donne da molestie e violenze.
I ruoli delle donne cambiarono poco nel contesto domestico privato, ma cambiarono drasticamente nella società pubblica assieme alle condizioni materiali. L'approccio multiforme dell'hujum alla riforma sociale e culturale sotto forma di liberazione delle donne ruppe l'isolamento e creò nuovi membri attivi della società. I concetti sulle capacità delle donne furono trasformati ma ci furono pochi progressi nella sfida agli ideali e ai ruoli di genere nella società locale.
Decenni dopo il lancio dell'hujum, il paranji fu infine eliminato quasi completamente e le donne iniziarono a indossare sciarpe larghe per coprire la testa. Come risultato delle iniziative sovietiche, i tassi di alfabetizzazione nella RSS Uzbeka raggiunsero il 70-75% negli anni cinquanta e l'occupazione femminile crebbe rapidamente negli anni trenta.